# Михайло Крешимир II
Михайло (Михаил) Крешимир II (хорв. Mihajlo Krešimir II) (умер в 969 году) — король Хорватии из династии Трпимировичей, правивший в 949—969 годах.
Михайло был младшим сыном Крешимира I, вёл гражданскую войну со своим старшим братом — королём Мирославом. В 949 году Мирослав был убит, Михайло взошёл на трон под именем Михайло Крешимир II, подчёркивая этим преемственность отцовской политики.
Михайло Крешимир царствовал 20 лет и показал себя неплохим правителем. Под его властью Хорватское королевство постепенно восстановило свою былую силу, утерянную за период междоусобиц. В 968 году, за год до смерти короля, Хорватия вновь взяла под контроль почти всю территорию Боснии.
Михайло Крешимир был женат на Елене Задарской, что сильно способствовало налаживанию хороших отношений между Хорватией и Задаром, а также прочими далматинскими городами, всё ещё остававшимися под контролем Византии. Елена, пережившая мужа на 7 лет, построила фамильную усыпальницу в Солине, где и была похоронена королевская чета.
После смерти короля ему наследовал его сын Степан Држислав.